# 临床术语服务器
临床术语服务器是一种备有临床术语系统，并且提供对于临床术语系统的访问能力的术语服务器（Terminology Server）。

## 背景
欧洲的GALEN项目首次对通用术语服务器本身进行了一般性的描述。Rector等人概括阐述了GALEN术语服务器（GALEN Terminology Server）的功能特性。临床术语服务器为客户端应用程序（Clinical Terminology Server）提供的是如下服务（Services）：
- 对外部参照（external references，外部引用）的管理
- 对内部表达形式（internal representations）的管理
- 自然语言与概念的对照
- 概念与医学分类方案（Medical classification schemes）的对照
- 对外部信息的管理

临床术语服务器旨在实现对于病人的有关观察指标（观察结果）、所见和事件等临床数据进行协调一致而又具有可比性的录入。